# Heinrich Sproemberg

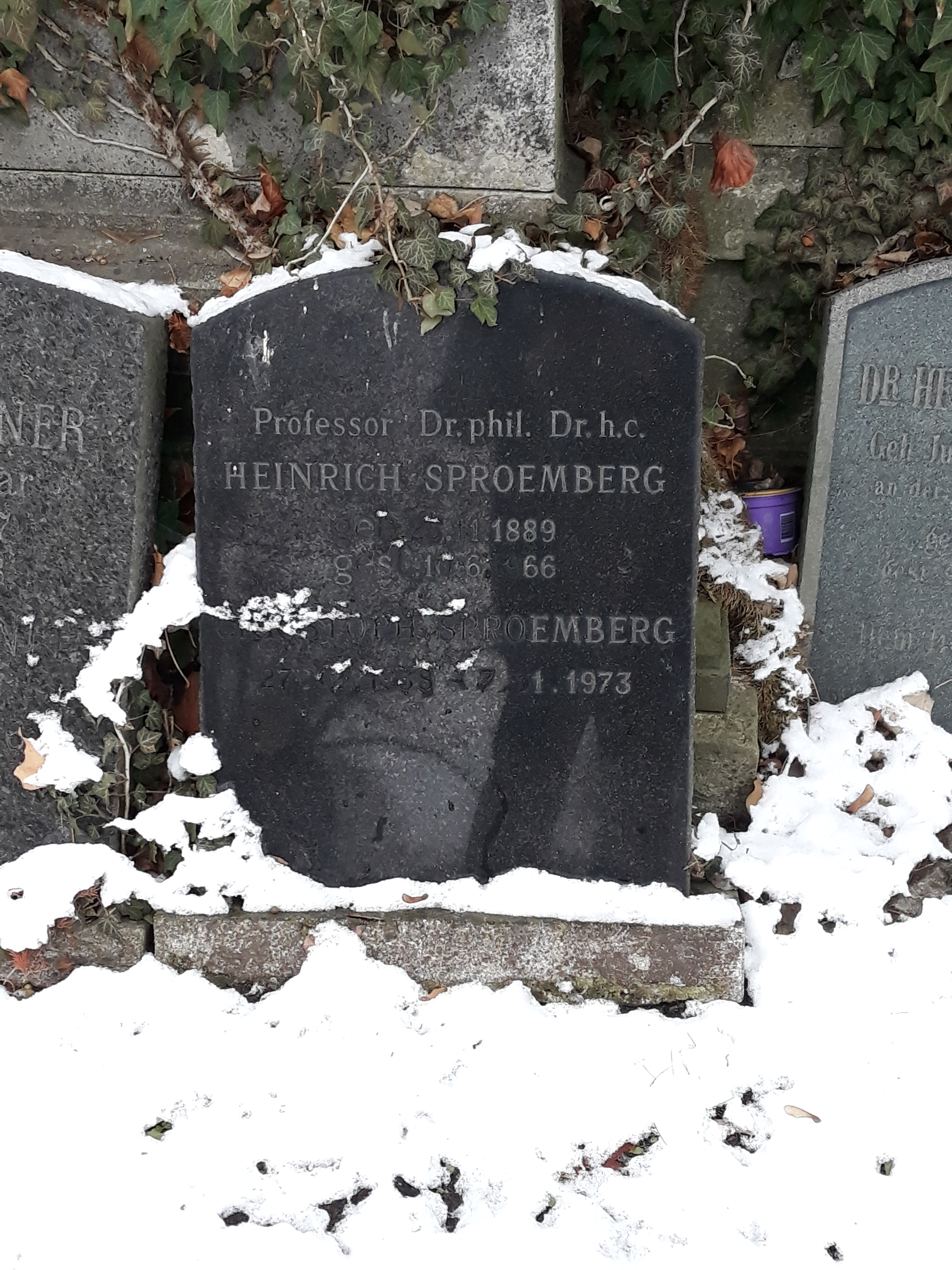
Das Grab von Heinrich Sproemberg im Familiengrab Dernburg auf dem Evangelischen Luisenkirchhof III in Berlin.

Heinrich Friedrich Adolf Emanuel Sproemberg (* 25. November 1889 in Berlin; † 19. Juni 1966 in Ost-Berlin) war ein deutscher Historiker, der sich vor allem um die Erforschung des Übergangs vom Mittelalter zur Frühen Neuzeit befasste. Besonders verdient machte er sich um die Geschichte der Hanse, der Niederlande und Belgiens.

## Leben
Heinrich Sproemberg war der Sohn des Architekten Alfred Sproemberg und dessen Ehefrau Elisabeth Dernburg, Tochter des Rechtswissenschaftlers Heinrich Dernburg, bei dem er nach dem frühen Tod seines Vaters aufwuchs. Er besuchte das  Kaiserin-Augusta-Gymnasium in Berlin, wo er 1909 das Abitur ablegte. Danach begann er mit dem Studium der Geschichte, Nationalökonomie und Rechtswissenschaft an der Universität Berlin. Dort wurde er im Februar 1914 mit einer Doktorarbeit bei Dietrich Schäfer und Michael Tangl zum Dr. phil. promoviert. Er nahm von 1914 bis 1919 am Ersten Weltkrieg teil, zunächst als Krankenpfleger, dann im Nachrichtenbüro der Obersten Heeresleitung. Nach dem Krieg war er als Privatgelehrter tätig, seit 1933 auch als Gastdozent an belgischen und niederländischen Universitäten.
Nach dem Zweiten Weltkrieg war Sproemberg zunächst Mitarbeiter der Provinzialverwaltung Sachsen-Anhalt. Von 1945 bis 1946 war er Dozent für Mittlere und Neuere Geschichte an der Universität Halle, 1946 bis 1950 ordentlicher Professor  für Mittlere und Neuere Geschichte an der Universität Rostock. Seit 1950 lehrte er an der Universität Leipzig als ordentlicher Professor für Allgemeine Geschichte des Mittelalters und Neuere Geschichte am Institut für Allgemeine Geschichte.
1955 begründete Sproemberg die Hansische Arbeitsgemeinschaft in der DDR. 1958 wurde Sproemberg emeritiert. 1965 wurde ihm die Ehrendoktorwürde der Universität Rostock verliehen. Mit Hellmut Kretzschmar gab er die Reihe Forschungen zur mittelalterlichen Geschichte heraus.
Sproembergs Nachlass befindet sich im Archiv der Berlin-Brandenburgischen Akademie der Wissenschaften.

## Schriften (Auswahl)
- Beiträge zur französisch-flandrischen Geschichte. Ebering, Berlin 1931
- Die Entstehung der Grafschaft Flandern. Ebering, Berlin 1935
- Beiträge zur belgisch-niederländischen Geschichte. Berlin 1959 (Forschungen zur mittelalterlichen Geschichte, Bd. 3)
- Mittelalter und demokratische Geschichtsschreibung. Ausgewählte Abhandlungen. Berlin 1971 (Forschungen zur mittelalterlichen Geschichte, Bd. 18)